# Michèle Montas
Michèle Montas (sinh năm 1946) là một nhà báo từ Haiti và là cựu phát ngôn viên của Tổng thư ký Liên Hợp Quốc Ban Ki-moon (1 tháng 1 năm 2007 - 1 tháng 1 năm 2010). Trước khi được bổ nhiệm, Montas đứng đầu đơn vị của Đài phát thanh LHQ. Từ 2003 đến 2004, bà là Phát ngôn viên của Chủ tịch Đại hội đồng Liên Hợp Quốc Julian Robert Hunte ngay sau khi bà trốn sang New York từ Haiti.
Montas bắt đầu sự nghiệp báo chí của mình ở Haiti vào đầu những năm 1970 cùng với chồng, Jean Dominique, cũng là một nhà báo người Haiti. Đài phát thanh của Dominique, Radio Haiti-Inter, đã bị tấn công nhiều lần trong những năm 1980 và 1990, và cặp vợ chồng đã buộc phải trốn khỏi đất nước hai lần để sống lưu vong một thời gian ngắn. Dominique đã bị ám sát vào tháng 4 năm 2000 sau khi phát đi những lời chỉ trích ngày càng gay gắt về đảng của Jean-Bertrand Aristide trong chương trình của mình. (Aristide không nắm quyền lúc đó.) Montas tiếp quản đài phát thanh, nhưng đóng cửa vào tháng 2 năm 2003 và trốn sang New York sau khi vệ sĩ của cô bị bắn chết trong một cuộc tấn công vào nhà của cô và cô đã nhận được một số lời đe dọa tử vong. Montas trở lại Haiti trong vai trò của mình với MINUSTAH.